# Chris Stainton
Chris Stainton (Sheffield, South Yorkshire, 22 maart 1944) is een Britse sessiemuzikant, keyboard speler, bassist  en liedschrijver. Hij is vooral bekend om zijn werk met Joe Cocker en Eric Clapton.

## Biografie
Chris Stainton begon zijn muzikale loopbaan als bassist  van de plaatselijke band Johnny Tempest and the Mariners, die later the Cadillacs werd genoemd. In 1966 ging hij deel uitmaken van  de The Grease Band, de begeleidingsband van zijn oude schoolvriend Joe Cocker. Hij schreef samen met Cocker hun eerste single Marjorine en speelde basgitaar op het eerste grote succes van Joe Cocker, With a little help from my friends. In augustus 1969 maakte hij deel uit van de backingband waarmee Joe Cocker veel succes had op het Woodstock Festival. In 1970 ging  Chris met Joe Cocker en een nieuwe uitgebreide begeleidingsband onder leiding van Leon Russell op een grote tournee door de Verenigde Staten en Canada, de Mad Dogs & Englishmen-tournee. Daarvan is een documentaire en een driedubbele elpee verschenen. Tot 1972 bleef Chris Stainton samenwerken met Joe Cocker, enkele jaren later werd hun samenwerking voortgezet. 
In de loop van de zeventiger jaren heeft hij als sessiemuzikant met veel artiesten gewerkt, zoals Spooky Tooth, Maddy Prior, Elkie Brooks, B.B. King en zijn eigen Chris Stainton Band. In 1979 begon een langdurige samenwerking met Eric Clapton. Samen met Clapton speelde hij mee in een tournee van Pink Floyds Roger Waters. In november 2002 speelde Chris Stainton  op het tribuutconcert ter ere van George Harrison, die een jaar eerder was overleden. Aan dat concert werd verder onder anderen meegespeeld door Paul McCartney en Ringo Starr, Billy Preston, Sam Brown, Prince, Tom Petty, Gary Brooker en  George’s zoon Dhani Harrison. 
Sinds 2002 heeft Chris Stainton deel uitgemaakt van de band van Eric Clapton. Hij tourde in 2009 en 2010 onder meer met Steve Winwood en Eric Clapton. In 2012 speelde hij keyboards bij the Who en deed ook mee met de slotceremonie van de Olympische Spelen in 2012. In 2014 was Chris Stainton aanwezig bij een tournee van Eric Clapton, die onder meer leidde naar Japan, het Midden-Oosten en Europa. In september 2015 speelde hij met de Tedeschi Trucks Band op een tribuutconcert voor wijlen Joe Cocker. Aan dat concert deed ook een aantal muzikanten mee, die ook in 1970 aanwezig waren bij het Mad Dogs & Englishmen-tournee, zoals Leon Russell, Rita Coolidge en fotograaf Linda Wolf. In 2016 heeft Chris Stainton weer op een album en tournee van Eric Clapton gespeeld.

## Discography
- Spooky Tooth
  - The last puff (1970)
  - The best of Spooky Tooth (1970)
- Leon Russell
  - Leon Russell (1970)
  - Leon Russell and The Shelter People (1971)
- Don Nix
  - Living by the days (1971)
- Joe Cocker
  - With a little help from my friends (1969)
  - Joe Cocker! (1969)
  - Mad dogs and Englishmen (1970)
  - Joe Cocker (1970)
  - One night of sin (1989)
  - Night calls (1991)
  - Have a little faith (1994)
  - Long voyage home (1995)
  - Organic (1996)
  - Across from Midnight (1997)
- The Who
  - Quadrophenia (1973, track) (2-LP)
  - Tommy (1975) (2-LP)
- Bryn Haworth
  - Sunny side of the street (1974)
  - Keep the ball rolling (1979)
- Jim Capaldi
  - Whale meat again (1974)
- The Grease Band
  - Amazing Grease (1975)
- Ian Hunter
  - All-American alien boy (1976)
  - Once bitten twice shy (2000)
- Maddy Prior
  - Changing winds (1978)
  - Memento: the best of Maddy Prior (1995)
- Stephen Bishop
  - Red cab to Manhattan (1980)
- Eric Clapton
  - Just one night (1980)
  - Another ticket (1981)
  - Money and cigarettes (1983)
  - Behind the sun (1985)
  - From the cradle (1994)
  - Live in Hyde Park (1997)
  - Pilgrim (1998)
  - Sessions for Robert J (2004)
  - Back home (2005)
  - Old sock (2013)
  -  Still do (2016)
  - Live in San Diego (2016)
- Marianne Faithfull
  - Dangerous Acquaintances (1981)
  - A perfect stranger: The island anthology (1998)
- Alvin Lee Band
  - RX5 (1981)
- Gary Brooker
  - Lead me to the water (1982)
- Pete Townshend
  - All the best cowboys have Chinese eyes (1982)
- Ringo Starr
  - Old wave (1983)
  - Starr struck: Best of Ringo Starr, Vol. 2 (1989)
- Simon Townshend
  - Sweet sound (1984)
- Bryan Ferry
  - Taxi (1993)
- B.B. King
  - Deuces wild (1997)
  - Here and there: The uncollected B.B. King (2001)
- Eros Ramazzotti
  - Eros live (1998)
- The Alarm
  - Best of the Alarm & Mike Peters (1998)
  - Eye of the hurricane (2002)
- Jimmy Smith
  - Dot com blues (2001)
- David Gilmour
  - On an island (2006)
- Andy Fairweather Low
  - The very best of Andy Fairweather Low (2008)

- Biblioteca Nacional de España: XX1128241
- Bibliothèque nationale de France: cb142294520 (data)
- Gemeinsame Normdatei: 134528123
- International Standard Name Identifier: 0000 0001 1934 1719
- Library of Congress Control Number: no2002043158
- MusicBrainz: 1e66dc54-c636-470e-b21b-f997d0b3e20f
- Nationale Bibliotheek van Tsjechië: xx0133683
- Système universitaire de documentation: 223322199
- Virtual International Authority File: 46973344
- WorldCat: E39PBJtXb9Tpg8QjRxJCfQvCQq